# Café de Flore
Café de Flore (fr. Kawiarnia pod Florą) – kawiarnia oraz restauracja położona na rogu ulicy Rue Saint-Benoît znajdującym się na bulwarze Saint-Germain, w dzielnicy Saint-Germain-des-Prés, w 6. okręgu Paryża. Najbliżej położona stacja metra to Saint-Germain-des-Prés, obsługiwana przez linię nr 4.

## Historia
Kawiarnia została otworzona w okresie trwania III Republiki Francuskiej, w drugiej połowie lat 80. XIX wieku. Jej nazwa wzięła się od imienia Flory, rzymskiej bogini, której posąg znajduje się nieopodal. Pisarze Joris-Karl Huysmans i Remy de Gourmont byli jednymi z pierwszych stałych bywalców kawiarni. Charles Maurras napisał tu swą książkę Au signe de Flore.
Café de Flore stało się popularnym miejscem spotkań paryskiej inteligencji. Częstymi gośćmi byli Georges Bataille, Robert Desnos, Léon-Paul Fargue, Raymond Queneau, a także Pablo Picasso. Podobnie jak główny konkurent, Les Deux Magots, tak i Café de Flore skupiała w sobie powojenną elitę intelektualną Paryża. Częstymi gośćmi kawiarni byli filozofowie nurtu egzystencjalistycznego Jean-Paul Sartre oraz Simone de Beauvoir.
Klasyczny wystrój w stylu art déco, z czerwonymi, mahoniowymi krzesłami oraz licznymi lustrami, nie zmienił się znacząco od czasów II wojny światowej. Od 1994 roku w Café de Flore wręczana jest nagroda literacka Prix de Flore, ufundowana przez Frédérica Beigbedera. Obecnie kawiarnia jest popularnym miejscem wśród sławnych osób, a także atrakcją licznie odwiedzaną przez turystów.

## W kulturze
- Café de Flore pojawiła się w filmie Błędny ognik z 1963 roku.
- Wzmianka o Café de Flore pojawiła się w piosence „Et mon père” Nicolasa Peyrac z 1975 roku.
- Piosenkarka Amanda Lear nagrała tam swój teledysk „Égal” z 1981 roku.
- W Café de Flore nakręcono jedną ze scen serialu Absolutnie fantastyczne (3. odcinek 4. serii z 2001 roku).
- Kawiarnia pojawiła się w tekście utworu „L’Entarté” Renaud Séchana z 2002 roku.
- Lokal został ukazany w filmie pt. Café de Flore z 2011 roku.
- Część scen filmu L'amour dure trois ans (2011) została sfilmowana w Café de Flore.
- W kawiarni sfilmowano jedną ze scen serialu Emily in Paris (6. odcinek 1. serii z 2020 roku)[7].